# Amfitryón
Amfitryón (řecky Ἀμφιτρύων, latinsky Amphitryon) je v řecké mytologii synem krále Alkaia a jeho nástupcem na tírynthském trůnu. Je nevlastním otcem hrdiny Hérakla.

## O věrnosti či nevěře ženy
Amfitryón a jeho příběh se sice zařadil mezi mýty, ale ne pro jeho hrdinství či zbabělost, nýbrž pro podivnou událost, která mu byla námětem k přemýšlení po celý život.
Oženil se s krásnou Alkménou, dcerou mykénského krále Élektryóna. Byla tak krásná, že přitáhla pozornost samotného nejvyššího boha Dia. Ten využil nepřítomnosti Amfitryóna, když vyřizoval jakési válečné záležitosti, vzal na sebe jeho podobu a vstoupil do Alkméniny ložnice. Byla s ním bez nejmenšího podezření a také po celý život nepřipustila, že by svému manželovi byla nevěrná. Manžel se brzy vrátil a byli spolu. Když Alkména přivedla po určité době na svět Hérakla, byl to syn Diův, a den nato porodila dalšího syna Ífikla, který byl synem Amfitryóna.
Přemýšlení o věrnosti či nevěře zaměstnávalo mnohé, zejména však Amfitryóna až do chvíle jeho smrti. Byl zabit, když doprovázel Hérakla do jeho první bitvy.

## Odraz v umění
Tento námět zpracoval v tragikomedii Amphitruo antický dramatik Plautus, z moderních autorů především Molière, Kleist a O. Fischer. Téma zfilmoval v roce 1993 Jean-Luc Godard pod názvem Hélas pour moi s Gérardem Depardieuem v hlavní roli.